# 原田豊
原田 豊（はらだ ゆたか、1958年12月18日 - ）は、山口県徳山市（現：周南市）出身の元アマチュア野球選手、野球指導者。旧姓は西本。

## 経歴
山口県立柳井高等学校では遊撃手として活躍。主将として1975年秋季中国大会で準々決勝に進むが、崇徳高の黒田真二、應武篤良のバッテリーに完封負けを喫する。1976年夏の甲子園県予選は決勝で宇部商に惜敗、甲子園には出場できなかった。
卒業後は東海大学に進学。首都大学野球リーグでは在学中7回優勝。大学同期に原辰徳、津末英明、市川和正らがおり、原と三遊間を組んでいた。
大学卒業後は協和発酵工業に入社し、1981年から1989年までは同社野球部で遊撃手として活躍。1981年には同僚のエース津田恒実とともに日本鋼管福山の補強選手として都市対抗野球大会に出場。同年の社会人野球日本選手権は津田の好投もあり準々決勝に進むが、富士重工業の向田佳元に完封負け。
その後、1990年から1994年までは監督を務めた。監督退任後は社業に専念。
2012年から1年間は、母校・山口県立柳井高等学校の野球部監督を務めた。
2014年に北海道日本ハムファイターズの九州・沖縄地区担当のアマスカウトに就任。主な担当選手は清水優心、田中豊樹、高良一輝。2018年をもって退任。
2019年と2020年は二軍総合コーチを務めた。2021年は二軍監督に就任。プロ経験のない人物がプロ野球二軍監督を務めるのは有本義明以来26年ぶり。同年10月30日に退任することが発表され、2022年からは再度スカウト部のスカウトに転じる。2023年限りで退団。

## 人物
スカウトから二軍総合コーチへの配置転換を伝えられたのは60歳の誕生日を迎えた前後であったため、最初は冗談だと思っていた。
スポーツニッポン記事中ではプロ経験こそないものの、スカウトとして数々の人材を見てきた眼力を持ち、選手に寄り添った指導ができる人物と評価されている。

## 背番号
- 72（2019年 - 2021年）